# Oxyethira jamaicensis
Oxyethira jamaicensis är en nattsländeart som beskrevs av Oliver S. Flint Jr. 1968. Oxyethira jamaicensis ingår i släktet Oxyethira och familjen smånattsländor. Inga underarter finns listade i Catalogue of Life.